# Südtirol 24h
Südtirol 24h (Alto Adige 24h) è stato un quotidiano italiano in lingua tedesca, pubblicato a Bolzano dall'11 settembre 2003 al 1º ottobre 2004.

## Struttura
Si trattava di un quotidiano di grande formato, 56 x 40 cm, ma di sole quattro pagine. il suo sottotitolo era Die schnelle Tageszeitung für Politik, Wirtschaft und Kultur (Il quotidiano veloce per politica, economia e cultura).
Anche il costo era contenuto: 30 centesimi di euro a copia.

## Storia
Il quotidiano nacque come alternativa agli esistenti quotidiani altoatesini in lingua tedesca Dolomiten e Neue Südtiroler Tageszeitung per iniziativa della casa editrice del settimanale ff - Das Südtiroler Wochenmagazine.
Veniva pubblicato dal martedì al sabato, e direttore della testata per tutta la sua esistenza fu Hans Karl Peterlini, direttore all'epoca anche di ff.
Dopo poco più di un anno di esistenza, il giornale ha chiuso i battenti non avendo raggiunto l'obiettivo prefissato dei 7000 abbonamenti e 10000 copie complessive (si è fermato a 2000 abbonamenti).